# Coronel José Dias
Coronel José Dias är en kommun i Brasilien.   Den ligger i delstaten Piauí, i den östra delen av landet, 1 000 km nordost om huvudstaden Brasília. Antalet invånare är 4 541.
Omgivningarna runt Coronel José Dias är huvudsakligen savann. Runt Coronel José Dias är det mycket glesbefolkat, med 2 invånare per kvadratkilometer.